# IC 2292
IC 2292 ist ein Stern im Sternbild Cancer auf der Ekliptik. Das Objekt wurde am 13. Februar 1901 vom deutschen Astronomen Max Wolf entdeckt und fälschlicherweise in den Index-Katalog aufgenommen.